# Olympische Sommerspiele 1984/Teilnehmer (Ecuador)
| Gelbes Symbol für Goldmedaillen mit stilisierten Olympischen Ringen | Graues Symbol für Silbermedaillen mit stilisierten Olympischen Ringen | Braundes Symbol für Bronzemedaillen mit stilisierten Olympischen Ringen |
| ------------------------------------------------------------------- | --------------------------------------------------------------------- | ----------------------------------------------------------------------- |
| —                                                                   | —                                                                     | —                                                                       |

Ecuador nahm an den Olympischen Sommerspielen 1984 in Los Angeles, USA, mit einer Delegation von elf Sportlern (zehn Männer und eine Frau) teil.

## Teilnehmer nach Sportarten

### Gewichtheben
- Héctor Hurtado
Federgewicht: 16. Platz

### Judo
- Jimmy Arévalo
Halbleichtgewicht: 14. Platz

### Leichtathletik
- Leopoldo Acosta
800 Meter: Vorläufe

- Luis Tipán
5000 Meter: Vorläufe
10.000 Meter: Vorläufe

- Fidel Solórzano
Weitsprung: 24. Platz in der Qualifikation
Zehnkampf: 23. Platz

### Reiten
- Brigitte Morillo
Dressur, Einzel: 41. Platz

### Ringen
- Iván Garcés
Fliegengewicht, griechisch-römisch: Gruppenphase
Fliegengewicht, Freistil: Gruppenphase

### Schießen
- Ronald Dunn
Schnellfeuerpistole: 53. Platz

- Galo Miño
Freie Scheibenpistole: 23. Platz

- Paúl Margraff
Freie Scheibenpistole: 43. Platz

- Hugo Romero
Luftgewehr: 41. Platz
Kleinkaliber, liegend: 55. Platz